# Viaduc de Rancon
Der Viaduc de Rancon ist ein ehemaliger Viadukt auf einer Trasse der Straßenbahnen im Département Haute-Vienne in der französischen Gemeinde Rancon im Département Haute-Vienne. Die 138 m lange Brücke über die Gartempe wurde 1912 dem Verkehr übergeben. Sie hat insgesamt neun Bögen. Der Viadukt ist aus Sicherheitsgründen heute abgesperrt. Heute steht die Brücke unter Denkmalschutz.